# Lisa Darr
Lisa Darr Grabemann (Chicago, 21 april 1963) is een Amerikaanse actrice.

## Biografie
Darr werd geboren in Chicago, en doorliep de high school aan de New Trier West High School in Winnetka. Darr haalde in 1985 haar diploma in biologie aan de Stanford-universiteit in Stanford (Californië). Zij haalde ook haar master of fine arts in acteren aan de universiteit van Californië in Los Angeles.
Darr is in 2005 getrouwd.

## Filmografie

### Films
Uitgezonderd korte films.
- 2012 This Is 40 – als Claire
- 2009 Hannah Montana: The Movie – als moeder op de pier
- 2009 The Twenty – als Katherine
- 2009 Anatomy of Hope – als Diedra Casey
- 2007 Bag Boy – als Laurie
- 2007 Her Best Move – als Julia
- 2005 Pomegranate – als Stephanie
- 1999 Elevator Seeking – als Bonnie
- 1999 Morella – als Jenny Lynden
- 1998 Land of the Free – als Annie Jennings
- 1998 Gods and Monsters – als Dana Boone
- 1997 Plan B – als Clare Sadler
- 1997 The Sleepwalker Killing – als Mary Ellen Matulus
- 1997 Casualties – als Beth
- 1995 Murderous Intent – als Pamela Talbot
- 1994 Betrayal of Trust – als Lorna Lucas
- 1993 Incredi-Girl – als Ellen
- 1993 Complex of Fear – als Penny Evans
- 1991 Defenseless – als lid van bestuur advocatenkantoor

### Televisieseries
Uitgezonderd eenmalige gastrollen.
- 2016-2017 Love - als Diane - 2 afl.
- 2008-2009 Nip/Tuck – als Darlene Lowell – 2 afl.
- 2007-2008 Weeds – als Ann Carlilli – 3 afl.
- 2004-2005 Life As We Know It – als Annie Whitman – 13 afl.
- 2000-2003 Strong Medicine – als Susan Jackson – 6 afl.
- 2001 Philly – als Carol Toland – 2 afl.
- 1997-2001 Frasier – als Laura Paris – 2 afl.
- 1999-2001 Popular – als Jane McPherson – 43 afl.
- 1998 Nash Bridges – als Shelly – 2 afl.
- 1997-1998 Ellen – als Laurie Manning – 8 afl.
- 1996-1997 Profit – als Gail Koner – 8 afl.
- 1997 NYPD Blue – als Kathy – 2 afl.
- 1997 EZ Streets – als Dana Larkin – 2 afl.
- 1995 The Office – als Natalie Stanton – 6 afl.
- 1993 Crime & Punishment – als Jan Sornesen – 2 afl.
- 1991 Flesh 'n' Blood – als D.A. Rachel Brennan – 12 afl.

- Biblioteca Nacional de España: XX5019367
- International Standard Name Identifier: 0000 0001 0658 2935
- Library of Congress Control Number: no2010141958
- Virtual International Authority File: 127094507
- WorldCat: E39PBJbWBTvPjx88CQkBBhPhHC